# 中山昭彦
中山 昭彦（なかやま あきひこ、1959年 - ）は日本の文学者。専門は日本文学 、美学・美術史。

## 略歴
- 山形県出身。立教大学文学部卒業、立教大学大学院文学研究科博士後期課程満期退学。
- 北海道大学大学院文学研究科教授を経て、2007年から学習院大学教授。

## 著書
- 『小説『都会裁判』の銀河系-空白の政治学』（『近代小説の<語り>と<言説>』（有精堂）1996年）
- 『"文"と"声"の抗争-明治三十年代の<国語>と<文学>』（『メディア・表象・イデオロギー』（小沢書店）、1997年）
- 『バロック的世界の去就--「流れる」と「崩れ」』（『幸田文の世界』（翰林書房）、1998年）
- 『裸体画・裸体・日本人-明治期<裸体画論争>第一幕』（『ディスクールの帝国』（新曜社）,16-55 、2000年）
- 『〈文学史〉のナショナリティー－猥褻・日本人・文化防衛論』（岩波講座 近代日本の文化史3 近代知の成立、2002年）
- 『〈アイヌ〉と〈沖縄〉をめぐる文学の現在－向井豊昭と目取真俊』（岩波講座 文学13 ネイションを超えて、2003年）
- 『文学年報1 文学の闇／近代の「沈黙」』（共編著） （世織書房、2003年）